# Harmunfladdermöss
Harmunfladdermöss (Noctilionidae) är en familj i ordningen fladdermöss som förekommer i Amerika. De kännetecknas av att de har fiskar som föda. Familjen består av ett enda släkte, Noctilio, med två arter, N. leporinus och N. albiventris.

## Utbredning
Utbredningsområdet sträcker sig på den amerikanska kontinenten från södra Mexiko till norra Argentina. N. leporinus förekommer dessutom på flera öar i Västindien, bland annat i Trinidad och Tobago.

## Kännetecken
Arternas läppar har flera veck. Övre läppen är liksom hos harar kluven. De har kindpåsar som de förvarar födan i. Öronen är spetsiga och smala.
De olika könen skiljer sig vanligen åt genom pälsens färg. Medan hannar oftast är gulaktiga till orangeröda är honor mörkare, nästan brunaktiga. Svansens spets står på ovansidan utanför flygmembranen. N. leporinus har påfallande långa bakre extremiteter med stora fötter som är utrustade med klor. Därigenom har de bättre möjligheter att jaga fisk. Djurens lukt beskrivs som mysk- eller fiskartad. N. leporinus når en kroppslängd mellan 10 och 13 cm samt en vikt mellan 50 och 90 gram. N. albiventris blir 6 till 9 cm lång och 20 till 45 gram tung.
Tandformeln är I 2/1 C 1/1 P 1/2 M 3/3, alltså 28 tänder.

## Levnadssätt
Harmunfladdermöss lever i olika habitat, men oftast i närheten av vattensamlingar. Som viloplatser använder de grottor, bergssprickor, håligheter i träd och byggnader. De sover på dagen i grupper av 30 till 75 individer och letar på natten i mindre grupper efter föda. De flyger inte så fort, men har bra förmåga att simma. I vattnet använder de sina vingar som åror.

## Föda
Individer av N. leporinus äter främst fiskar. Grupper av cirka femton individer flyger i sicksack över vattenytan och använder ekolokaliseringen för att upptäcka fiskarnas position och rörelse. Detta går bara när fiskarna simmar så nära ytan att de skapar virvlar på den. Fladdermössen fångar med sina bakre extremiteter fiskar med upp till åtta centimeters längd. Utöver fiskar äter de krabbor, skorpioner och marklevande insekter.
Hittills har inga vilda individer av arten N. albiventris setts jaga fiskar, men individer i fångenskap har iakttagits fånga fiskar på samma sätt som individer av arten N. leporinus. Undersökningar av artens maginnehåll har visat att de främst äter insekter.

## Fortplantning
Honan har förmåga att para sig en gång per år och föder efter dräktigheten en unge. I en grupp föder vanligen honor sina ungdjur samtidigt. Före födseln skiljer sig honorna från handjuren. Ungdjur diar cirka tre månader. Livslängden uppskattas till upp till 12 år.

## Övrigt
Harmunfladdermöss bildar tillsammans med bladnäsor (Phyllostomatidae), markfladdermöss (Mystacinidae) och bladhakor (Mormoopidae) överfamiljen Noctilionoidea. Fossil av förfäder är sällsynta. Hittills finns bara fossil från de recenta arterna, till exempel från Kuba och Puerto Rico.
Populationerna är jämförelsevis stora och arterna räknas som livskraftiga (LC).